# Rogelio Garza Rivera
Rogelio Guillermo Garza Rivera  (Reynosa, Tamaulipas; 29 de noviembre de 1951) es un académico e ingeniero mexicano, apodado "El ranchero". Fue rector de la Universidad Autónoma de Nuevo León durante el periodo 2015-2021, cargo que asumió el 28 de octubre de 2015.

## Datos biográficos
El Maestro Rogelio Guillermo Garza Rivera nació el 29 de noviembre de 1951 en Reynosa, Tamaulipas. Está casado y tiene tres hijos y cuatro nietos. Cuenta con una trayectoria de más de 40 años vinculada a la Universidad Autónoma de Nuevo León.

### Primeros estudios
Es profesor de tiempo completo adscrito a la Facultad de Ingeniería Mecánica y Eléctrica, de la cual egresó como Ingeniero Mecánico Electricista, en 1974. Posteriormente, en 1999, estudió una Maestría en Enseñanza de las Ciencias con especialidad en Física, Facultad de Filosofía y Letras de la UANL.
En 2004 se convirtió en doctor honoris causa por el Consejo Iberoamericano.

### Docencia y administración: FIME
La experiencia profesional de Garza Rivera inicia en 1973 como jefe del Departamento de Dibujo; un año más tarde se convirtió en maestro ordinario de la Universidad Autónoma de Nuevo León.
En 1976 se convirtió en jefe del Departamento de Deportes; desde 1978 y hasta 1990 presidió la Coordinación de Ciencias Básicas.
Al inicio de la década de los noventa Rogelio Garza se convirtió en el Secretario Administrativo de la UANL cargo que mantuvo por un año, para después, en 1996, ocupar el puesto de subdirector de la FIME hasta 2002. En 2002, ya era tiempo de regresas a su alma mater, pero ahora en calidad de director de la Facultad de Ingeniería Mecánica y Eléctrica, puesto que ocupó hasta 2008. Una vez terminada su gestión como director, pasó a ser director general del Centro de Innovación, Investigación y Desarrollo en Ingeniería y Tecnología, CIIDIT-UANL, gestión que terminó en 2009. De 2009 a 2015, se desempeñó como Secretario General de la UANL. Así mismo, fue Secretario de la Coordinación Regional (Zona 2) de la Academia de Ingeniería.
Además de desempeñar cargos administrativos y de mantener su mente fija en la docencia, Rogelio Garza Rivera también ha sido encabezado ponencias y conferencias a nivel nacional e internacional y publicado diversos artículos sobre la modernidad de la enseñanza de la ingeniería.

### Deporte
Es un apasionado de los deportes como el basquetbol y el fútbol americano, jugó en los auténticos tigres en la temporada de 1990. En sus años de estudiante participó intensamente en equipos representativos de su facultad y universidad, así como del Estado de Nuevo León, logrando sobresalir en estos dos deportes. Fue destacado jugador de los Auténticos Tigres y jugador fundador del equipo Fuerza Regia, anteriormente llamado Regios de Monterrey. Su talento en estos deportes lo encumbraron para pertenecer al salón de la fama de FIME.

### Rectoría de la UANL
El 20 de agosto de 2015, la Junta de Gobierno de la UANL lo designó como Rector de la Universidad Autónoma de Nuevo León para el período 2015-2018. Asumió el cargo el día 28 de octubre de 2015. Posteriormente fue reelegido para el período 2018-2021.

## Actividad profesional
En su paso por la UANL se destacan los siguientes cargos:
- Secretario General de la Universidad Autónoma de Nuevo León.
- Secretario del H. Consejo Universitario.
- Vocal y Presidente del Comité Técnico del Fondo de Pensiones y Jubilaciones de los Trabajadores de la UANL.
- Director del Centro de Innovación, Investigación y Desarrollo en Ingeniería y Tecnología.
- Consejero Ex officio y Miembro de la H. Comisión Académica del H. Consejo Universitario.
- Miembro de la Comisión Académica de la Junta Directiva de la Facultad de Ingeniería Mecánica y Eléctrica.
- Director, Subdirector, Coordinador de Ciencias Básicas, Secretario Administrativo, Coordinador de Ciencias Experimentales, Coordinador de Ciencias, * Jefe del Departamento de Deportes, Jefe del Departamento de Dibujo y Maestro Adjunto de Laboratorio de Física de la Facultad de Ingeniería Mecánica y Eléctrica.
- Docente de la asignatura de Física por más de 40 años.

## Premios y reconocimientos
Recibió el Reconocimiento a la Trayectoria Docente otorgado por el H. Consejo Universitario y la Facultad de Ingeniería Mecánica y Eléctrica, así como los reconocimientos a la trayectoria profesional y académica concedidos por el Gobierno de Tamaulipas y la Federación de Colegios Profesionales del Estado de Nuevo León y el Colegio de Ingenieros Mecánicos, Eléctricos, y Electrónicos de Nuevo León, A.C.
En 2004 fue distinguido con el grado de doctor honoris causa por el Consejo Iberoamericano en honor a la Calidad Educativa, en Lima, Perú.
En su gestión universitaria destacan los reconocimientos a la mejora de la gestión otorgados por la Secretaría de Educación Pública a las buenas prácticas relacionadas con los procesos escolares, becas y servicio social.
Ha participado en diversos eventos científico-académicos y ha publicados artículos relativos a su formación profesional y sus funciones en la gestión académica y estratégica.
Por sus logros deportivos figura en el Salón de la Fama de la Facultad de Ingeniería Mecánica y Eléctrica de la UANL.
| Predecesor: Jesús Ancer Rodríguez | Rector de la Universidad Autónoma de Nuevo León 2015 - 2021 | Sucesor: Santos Guzmán López |